# Ust-Tschorna
Ust-Tschorna (ukrainisch Усть-Чорна; russisch Усть-Чорная Ust-Tschornaja; deutsch Königsfeld, slowakisch Ustčorna, ungarisch Királymező) ist eine Siedlung städtischen Typs im Westen der Ukraine. Der im Rajon Tjatschiw liegende Ort hat ungefähr 1500 Einwohner und liegt am Zusammenfluss der Mokrjanka mit der Brusturjanka, die als Tereswa weiterfließen und bei Tjatschiw in die Theiß münden.
Der Ort erstreckt sich inmitten der Berge der Gorgany im Verlauf der Waldkarpaten, die Zufahrtsstraßen sind allerdings von vielen Holztransporten schon sehr mitgenommen.

## Verwaltung

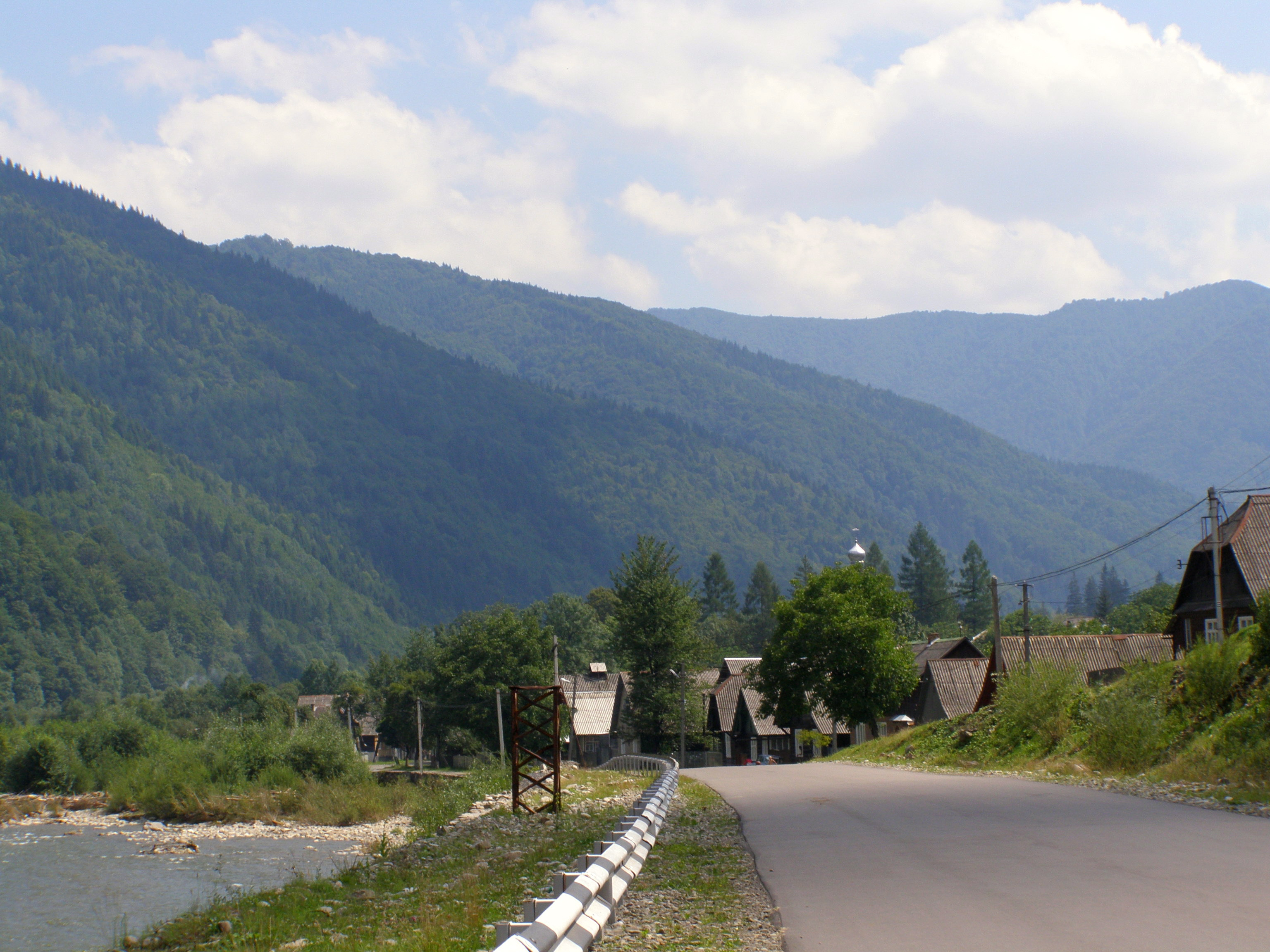
Blick auf den Ortseingang und die umliegenden Berge

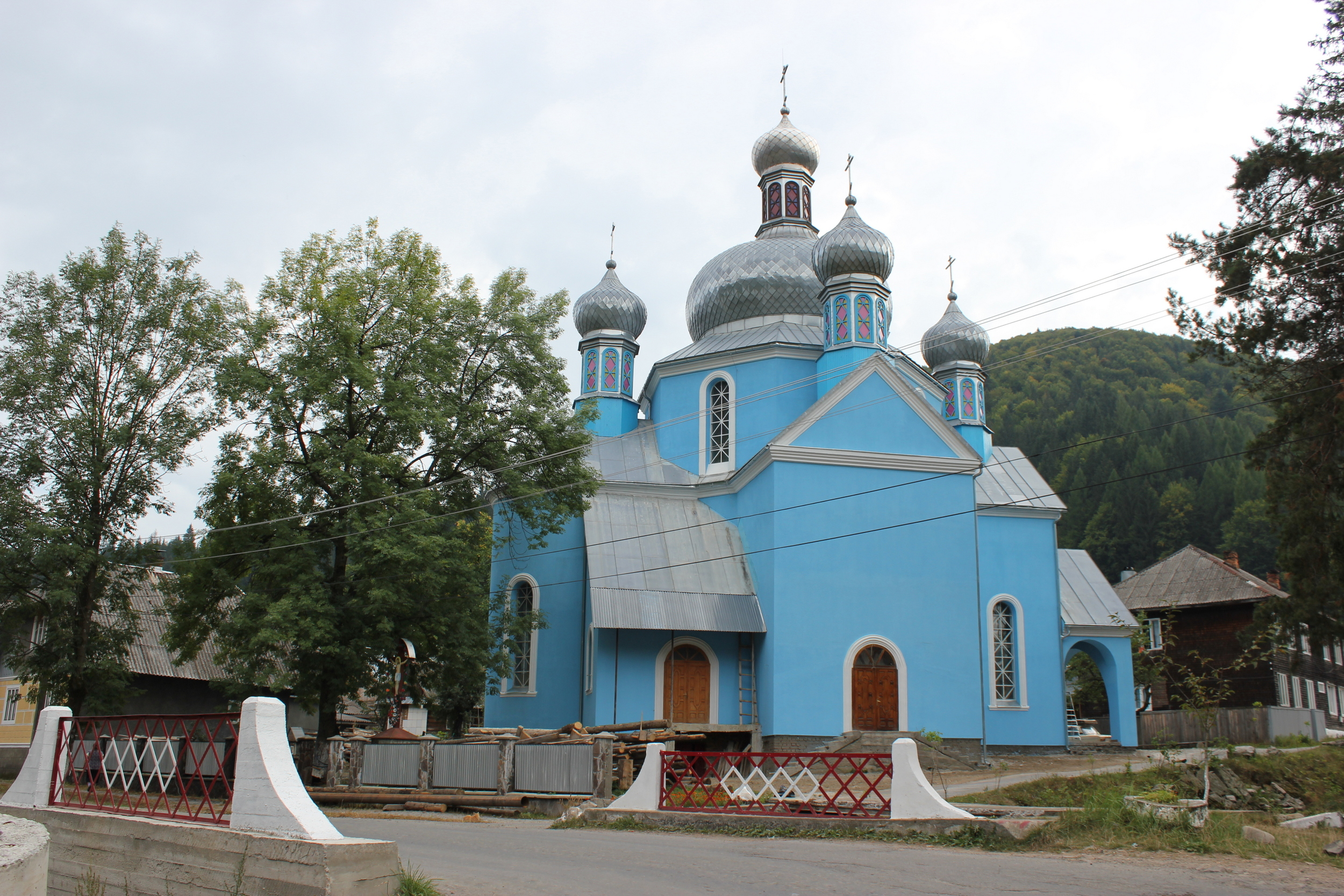
Orthodoxe Kirche in Ust-Tschorna

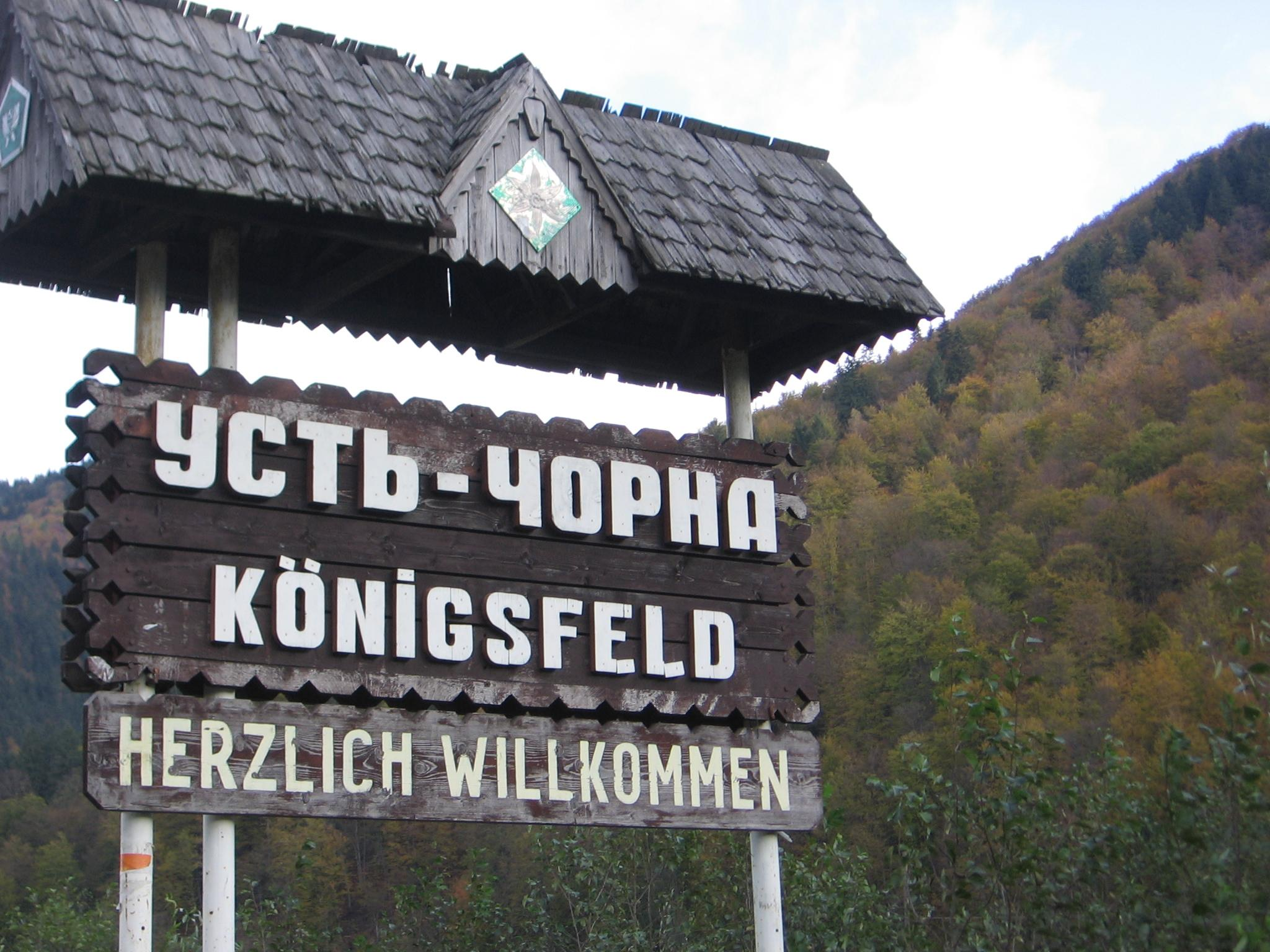
Ukrainisch-deutsches Willkommensschild

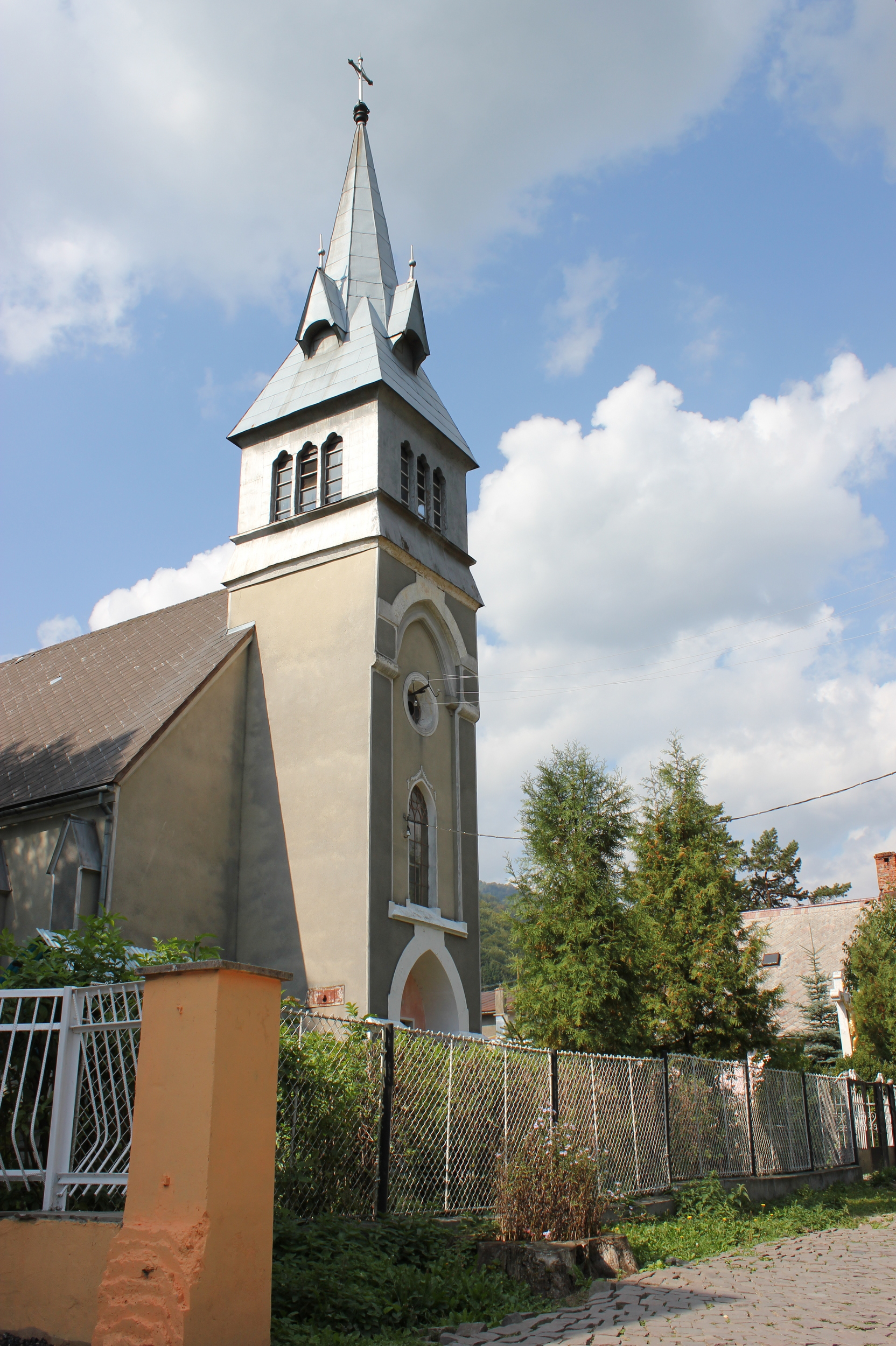
Römisch-katholische Kirche

Am 12. Juni 2020 wurde die Siedlung städtischen Typs zusammen mit drei umliegenden Dörfern zum Zentrum der neu gegründeten Siedlungsgemeinde Ust-Tschorna (Усть-Чорнянська селищна громада/Ust-Tschornjanska selyschtschna hromada) im Rajon Tjatschiw. Bis dahin bildete sie die Siedlungratsgemeinde Ust-Tschorna (Усть-Чорнянська селищна рада/Ust-Tschornjanska selyschtschna rada).
Folgende Orte sind neben dem Hauptort Ust-Tschorna ein Teil der Gemeinde:
| Name                     | Name           | Name                                | Name               | Name       | Name           |
| ukrainisch transkribiert | ukrainisch     | russisch                            | slowakisch         | ungarisch  | deutsch        |
| ------------------------ | -------------- | ----------------------------------- | ------------------ | ---------- | -------------- |
| Brustury                 | Брустури       | Брустуры                            | Brustury, Brustura | Brusztura  | -              |
| Nimezka Mokra            | Німецька Мокра | Немецкая Мокрая (Nemezkaja Mokraja) | Nemecká Mokrá      | Németmokra | Deutsch-Mokra  |
| Ruska Mokra              | Руська Мокра   | Русская Мокрая (Russkaja Mokraja)   | Ruská Mokrá        | Oroszmokra | Russisch-Mokra |

## Geschichte
Der Ort wurde im Jahr 1815 als eine Tochtergemeinde von Deutsch-Mokra (heute Nimezka Mokra) durch aus dem oberösterreichischen Salzkammergut stammende Holzarbeiter gegründet. Das Dorf wurde planmäßig angelegt, da Deutsch-Mokra zu klein für alle Bewohner geworden war und auch die Arbeitsplätze vieler Dorfbewohner weiter stromabwärts an der Tereswa lagen. Etwa zehn Jahre nach der Gründung war die Gemeinde schon größer als Deutsch-Mokra. Da das Tal an dieser Stelle sehr eng ist, wurde der Ort als Reihendorf angelegt. Die Bewohner waren vorwiegend Waldarbeiter. Während der tschechoslowakischen Ära (1919–1938) wurde der Ort zu einem kleinen Zentrum des Tourismus, der Zweite Weltkrieg und der Anschluss an die Sowjetunion setzten dem jedoch ein jähes Ende.

## Hochwasser
1998 wurde die Ortschaft  von einer Überschwemmung des Flusses Tereswa stark mitgenommen. Seitdem ist der Ort von der Waldbahn Tereswatal, die seit 1928 in den Ort verlängert wurde, abgeschnitten. Aus finanziellen Gründen kann sich das Bahnunternehmen keine neue Verbindungsstrecke leisten.

## Deutschsprachiger Ort
Da Königsfeld 1815 von Deutsch-Mokra ausgehend gegründet wurde, war lange Zeit hindurch der alte mittelbairische Dialekt aus dem Salzkammergut die Sprache der meisten Einwohner. Nach dem Zweiten Weltkrieg kam die Karpatenukraine und damit auch Königsfeld an die Sowjetunion. Viele der deutschsprachigen Bewohner waren massiven Repressionen ausgesetzt, manche wurden sogar nach Sibirien deportiert, und es war verboten, die Sprache des gerade besiegten Feindes zu sprechen. Dadurch wurde der Salzkammergütler-Dialekt der deutschsprachigen Bewohner im Laufe der Zeit weitgehend vom Ukrainischen verdrängt. Nach dem Zerfall der Sowjetunion sind viele Familien in die Bundesrepublik Deutschland und die Republik Österreich übersiedelt, so dass es heute nur noch ca. 15 deutschsprachige Familien in Ust-Tschorna gibt.

## Film
- 2020: Die letzten Österreicher/The last Austrians, Dokumentarfilm von Lukas Pitscheider, 85 Minuten, Österreich/Ukraine[2][3]